# Leleasca
Leleasca – wieś w Rumunii, w okręgu Aluta, w gminie Leleasca. W 2011 roku liczyła 599 mieszkańców.